# Ryszard Pilarczyk
Ryszard Pilarczyk, född den 5 november 1975 i Poznań, är en polsk före detta friidrottare som tävlade i kortdistanslöpning.
Hans främsta meriter har kommit som en del av polska stafettlag på 4 x 100 meter. Vid 1998 blev han bronsmedaljör och vid EM 2002 blev han silvermedaljör. 

## Personliga rekord
- 100 meter - 10,26